# Ґустав Мотс
Ґустав Мотс (нім. Gustav-Adolf Moths, 21 вересня 1877 — 20 століття) — німецький академічний веслувальник.
Бронзовий призер Олімпійських Ігор 1900 року в складі розпашної четвірки зі стерновим A.